# Rhacophorus prasinatus
Rhacophorus prasinatus habita en la isla de Taiwán. Ha sido observada entre los 400 y 600 metros sobre el nivel del mar.
Esta especie está en peligro de extinción por la pérdida de su hábitat natural.

## Descripción
Es el tipo de rana más larga de Taiwan. Una hembra puede llegar a medir entre 65 mm (2.6 pulgadas) y 77 mm (3 pulgadas). El macho, en cambio, es más pequeño. Mide entre 48 mm (1.9 pulgadas) y 63 mm (2.5 pulgadas).
R. prasinatus tiene el dorso descolorido y una franja marrón dorada que se extiende desde la mitad de la cresta cantal hasta el margen del párpado y los pliegues supratimpánicos.